# Lajes (Seia)
Lajes ist eine Ortschaft und ehemalige Gemeinde in Portugal.
Der Ort grenzt östlich an die Ortschaft Tázem, in der Gemeinde Vila Nova de Tazem.

## Geschichte
Der Ort entstand vermutlich im Zuge der Neubesiedlungen nach der mittelalterlichen Reconquista. Erstmals dokumentiert wurde der Ort als Lageas in den königlichen Erhebungen 1296. Bis zu den Verwaltungsreformen nach der Liberalen Revolution 1822 und dem 1834 folgenden Miguelistenkrieg blieb Lajes eine Gemeinde des Kreises Tourais. Seit dessen Auflösung Mitte des 19. Jahrhunderts gehört Lajes zum Kreis Seia.

## Verwaltung
Lajes war eine Gemeinde (Freguesia) im Kreis (Concelho) von Seia, im Distrikt Guarda. Am 30. Juni 2011 hatte die Gemeinde 273 Einwohner auf einem Gebiet von 4,7 km².
Im Zuge der Administrative Neuordnung in Portugal wurde die Gemeinde zum 29. September 2013 aufgelöst und mit Tourais zur neuen Gemeinde União das Freguesias de Tourais e Lajes zusammengeschlossen. Sitz der neuen Gemeinde wurde Tourais, jedoch blieb die Gemeindeverwaltung in Lajes als Bürgerbüro erhalten.